# إذاعة جالكعيو
إذاعة جالكعيو (بالإنجليزية: Radio Galkayo)‏ محطة إذاعية مقرها في جالكعيو بوسط الصومال.

## خلفية تاريخية
تأسست إذاعة جالكعيو في عام 1993 وعرف سابقا باسم (إذاعة الصومال الحر) وتملك الإذاعة مقرا في مدينة جالكعيو وآخر في مدينة جروي كما تملك موقعا على الإنترنت
تعرضت إذاعة جالكعيو لهجمات عديدة أبرزها هجوم بقنبلة استهدف مقر الإذاعة في 31 ديسمبر 2014 ما أسفر عن إصابة صحفيين في الإذاعة، وتدمير الإستديو، وتعرض نائب المدير لهجوم أصيب فيه في 23 سبتمبر 2018